# Dunstanburgh Castle

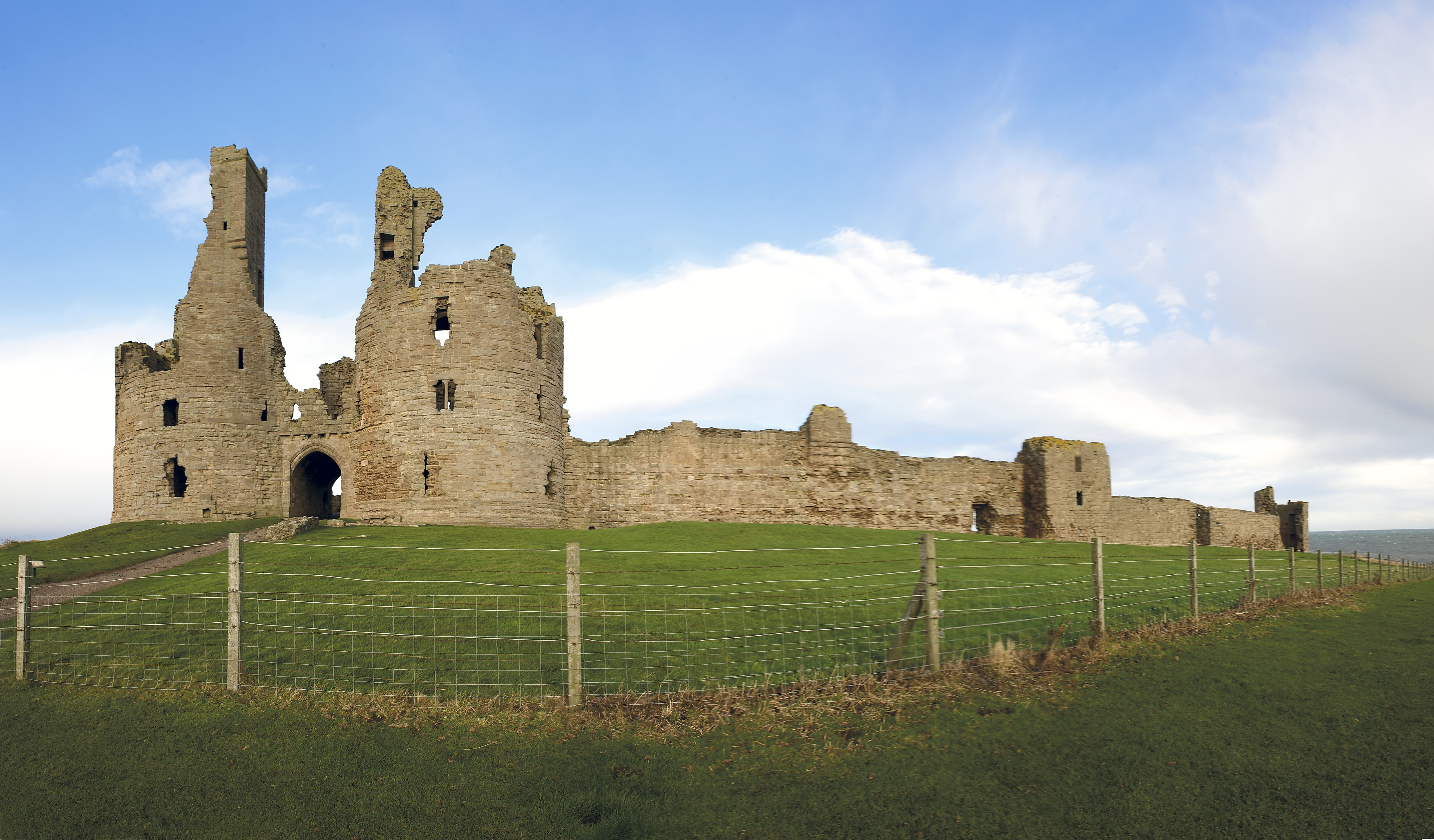
Dunstanburgh Castle

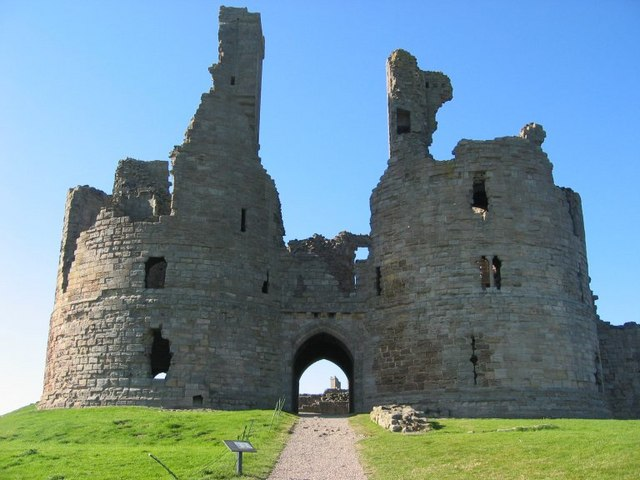
Dunstanburgh Castle

Dunstanburgh Castle ligger vid Northumberlands kust i norra England, mellan byarna Craster och Embleton.
Borgen är den största i Northumberland och spår på platser visar att den var bosatt långt före borgen började byggas 1313 av earlen av Lancaster. Den byggdes senare ut av Johan av Gent. 
Under Rosornas krig var den lancastriskt fäste, och skadades 1462 och 1464 (se Slaget vid Hexham), efter det kom den att förfalla, och sten togs från borgen för att bygga annat i området, men den står dock fortfarande kvar.
Numera ägs den av National Trust och förvaltas av English Heritage.